# Északi szajkó
Az északi szajkó, más néven szibériai szajkó (Perisoreus infaustus) a madarak osztályának verébalakúak (Passeriformes) rendjébe és a varjúfélék (Corvidae) családjába tartozó faj.

## Rendszerezése
A fajt Carl von Linné svéd természettudós írta le 1766-ban, a Corvus nembe Corvus infaustus néven.

## Alfajai
- Perisoreus infaustus infaustus - Skandinávia és Oroszország északnyugati része
- Perisoreus infaustus ostjakorum - európai Oroszország északkeleti része és Közép-Szibéria északi része
- Perisoreus infaustus yakutensis - Szibéria északkeleti része
- Perisoreus infaustus ruthenus - Oroszország nyugati része
- Perisoreus infaustus opicus - Kazahsztán keleti része, Szibéria délnyugati része és Északnyugat-Kína
- Perisoreus infaustus sibericus - Szibéria középső része és Mongólia északi része
- Perisoreus infaustus tkatchenkoi - Közép-Szibéria déli része
- Perisoreus infaustus maritimus - Szibéria délkeleti része és Északkelet-Kína
- Perisoreus infaustus sakhalinensis - Szahalin

## Előfordulása
Észtország, Fehéroroszország, Finnország, Kazahsztán, Kína, Lettország, Mongólia, Norvégia, Lengyelország, Oroszország, Szlovákia, Svédország és Ukrajna területén honos. Természetes élőhelyei a tűlevelű erdők és mérsékelt övi erdők. Állandó, nem  vonuló.

## Megjelenése
Testhossza 31 centiméter, testtömege 90-150 gramm. Tollruhája füstösbarna.
|  |  |

## Életmódja
A fákon keresi rovarokból álló táplálékát. A fészekrablástól sem riad el és kisebb rágcsálókat is elkap. Ősszel bogyókat, télen magokat is eszik.

## Szaporodása
Fészekalja 3-4 tojásból áll, melyen 16-17 napig kotlik. A fiókák 30-35 naposan lesznek röpképesek.

## Természetvédelmi helyzete
Az elterjedési területe rendkívül nagy, egyedszáma is nagy, de csökken. A Természetvédelmi Világszövetség Vörös listáján nem fenyegetett fajként szerepel.